# Lysidice communis
Lysidice communis är en ringmaskart som beskrevs av Delle Chiaje 1841. Lysidice communis ingår i släktet Lysidice och familjen Eunicidae. Inga underarter finns listade i Catalogue of Life.